# Orzechowicze (przystanek kolejowy)
Orzechowicze – przystanek osobowy w Orzechowiczach w województwie podlaskim w Polsce. 
Przystanek powstał w ramach inwestycji Prace na linii kolejowej nr 32 na odcinku Białystok – Bielsk Podlaski (Lewki) finansowanego ze środków programu operacyjnego Polska Wschodnia. Wykonawcą prac jest Torpol SA.
Uruchomienie przystanku nastąpiło 15 grudnia 2019 roku.

## Ruch pasażerski
| Rok  | Wymiana pasażerska na dobę |
| ---- | -------------------------- |
| 2017 | –                          |
| 2022 | 0-9                        |